# Тизенгаузен, Дмитрий Орестович
Барон Дмитрий Орестович Тизенга́узен (1872—1937) — оренбургский и вятский вице-губернатор; племянник Н. А. Римского-Корсакова.

## Биография
Родился 13 (25) марта 1872 года. Происходил из баронского рода Тизенгаузен: отец — Эрнст (Орест) Константинович Тизенгаузен, мать — Елена Николаевна Пургольд. Имел шестерых братьев.
Одиннадцать лет учился в Михайловском артиллерийском училище; с августа 1903 года — на военной службе. Вскоре вышел в отставку и окончил Императорский Санкт-Петербургский университет (физико-математический факультет). Затем продолжил образование во Франции. После возвращения в Россию был непременным членом псковского губернского присутствия (10.03.1910 — 28.05.1912).
С 28 мая 1912 года был назначен Оренбургским вице-губернатором. С 5 августа 1914 года до 5 января 1916 года был Вятским вице-губернатором, после чего переведён вице-губернатором в Якутскую область. Уже в декабре 1916 года последовал указ о его переводе вице-губернатором в Томскую губернию, однако в связи с увольнением по болезни в январе 1917 года якутского губернатора Р. Э. Витте, Тизенгаузен был оставлен временно исполняющим должность губернатора.
5 марта 1917 года он был вынужден сложить полномочия и передать власть «Комитету общественной безопасности» и уехал в Санкт-Петербург. В 1918 году уехал в Сибирь: с 1918 по 1920 в Тобольске и Омске.
Арестован (1920—1922). После первого ареста, с 1923 года жил в Новосибирске, где в 1927 году вновь был арестован; в 1929 году был приговорён к трёхлетней ссылке, от которой в том же году освобождён и выехал в Канск. В июне 1937 года арестован; 25 октября тройкой УНКВД Красноярского края был приговорён к расстрелу; 26 октября 1937 года расстрелян в Красноярске вместе с сыном Эрнестом.

## Сочинения
Дмитрий Орестович Тизенгаузен — автор так называемых «Антисоветских рассказов» (авторского названия у цикла рассказов нет). Из них была опубликована только часть в 2005 году, в малоизвестном издании — кузбасском литературном альманахе «Голоса Сибири». Рассказы имеют документальный характер и описывают жизнь в сибирских селах: Чулым, Ордынское, Каргат и т.д. В них, в частности, рассказывается об отношении крестьян к советской власти. В конце каждого рассказа указаны точная дата и населенный пункт, где происходили описываемые события. Автор читал рассказы своим знакомым, таким же людям «из бывших». Впоследствии рукопись стала поводом для ареста, была изъятая при обыске и затем находилась в архиве Управления ФСБ по Новосибирской области. Сейчас она хранится в Новосибирском краеведческом музее.

## Семья
Был женат на Зинаиде Петровне, урождённой Вейнер (1877—1968), дочери П. П. Вейнера.
Дети:
- Елена (1900—1942?);
- Андрей (1901—1996);
- Эрнест (1905—1937);
- Алексей (1909—1970);
- Владимир (1912—1941).

Зинаида Петровна Тизенгаузен также арестовывалась в 1919 и 1927 гг., сын Алексей неоднократно арестовывался, в конце 1940-х гг. осужден в ИТЛ, в 1953 г. освобожден; сын Владимир расстрелян в г. Куйбышев в декабре 1941 г.).